# Excelsior (échecs)
Pour les articles homonymes, voir Excelsior.
Excelsior est un thème de problème d'échecs.
On appelle de ce nom tout problème dont la solution comporte le déplacement d'un pion de sa case initiale à une case de promotion.
Le problème de Sam Loyd ci-contre est à l'origine du nom.
|   | a | b | c | d | e | f | g | h |   |
| 8 | Cavalier noir sur case blanche a8 · Tour noire sur case blanche c8 · Fou noir sur case noire d8 · Pion noir sur case blanche b7 · Pion noir sur case blanche f7 · Pion noir sur case blanche h7 · Pion noir sur case noire b6 · Tour blanche sur case blanche b5 · Roi blanc sur case blanche h5 · Pion noir sur case noire a3 · Pion noir sur case noire e3 · Pion blanc sur case noire g3 · Cavalier blanc sur case blanche h3 · Pion blanc sur case noire b2 · Pion blanc sur case blanche c2 · Tour blanche sur case blanche e2 · Cavalier blanc sur case noire a1 · Roi noir sur case blanche h1 | Cavalier noir sur case blanche a8 · Tour noire sur case blanche c8 · Fou noir sur case noire d8 · Pion noir sur case blanche b7 · Pion noir sur case blanche f7 · Pion noir sur case blanche h7 · Pion noir sur case noire b6 · Tour blanche sur case blanche b5 · Roi blanc sur case blanche h5 · Pion noir sur case noire a3 · Pion noir sur case noire e3 · Pion blanc sur case noire g3 · Cavalier blanc sur case blanche h3 · Pion blanc sur case noire b2 · Pion blanc sur case blanche c2 · Tour blanche sur case blanche e2 · Cavalier blanc sur case noire a1 · Roi noir sur case blanche h1 | Cavalier noir sur case blanche a8 · Tour noire sur case blanche c8 · Fou noir sur case noire d8 · Pion noir sur case blanche b7 · Pion noir sur case blanche f7 · Pion noir sur case blanche h7 · Pion noir sur case noire b6 · Tour blanche sur case blanche b5 · Roi blanc sur case blanche h5 · Pion noir sur case noire a3 · Pion noir sur case noire e3 · Pion blanc sur case noire g3 · Cavalier blanc sur case blanche h3 · Pion blanc sur case noire b2 · Pion blanc sur case blanche c2 · Tour blanche sur case blanche e2 · Cavalier blanc sur case noire a1 · Roi noir sur case blanche h1 | Cavalier noir sur case blanche a8 · Tour noire sur case blanche c8 · Fou noir sur case noire d8 · Pion noir sur case blanche b7 · Pion noir sur case blanche f7 · Pion noir sur case blanche h7 · Pion noir sur case noire b6 · Tour blanche sur case blanche b5 · Roi blanc sur case blanche h5 · Pion noir sur case noire a3 · Pion noir sur case noire e3 · Pion blanc sur case noire g3 · Cavalier blanc sur case blanche h3 · Pion blanc sur case noire b2 · Pion blanc sur case blanche c2 · Tour blanche sur case blanche e2 · Cavalier blanc sur case noire a1 · Roi noir sur case blanche h1 | Cavalier noir sur case blanche a8 · Tour noire sur case blanche c8 · Fou noir sur case noire d8 · Pion noir sur case blanche b7 · Pion noir sur case blanche f7 · Pion noir sur case blanche h7 · Pion noir sur case noire b6 · Tour blanche sur case blanche b5 · Roi blanc sur case blanche h5 · Pion noir sur case noire a3 · Pion noir sur case noire e3 · Pion blanc sur case noire g3 · Cavalier blanc sur case blanche h3 · Pion blanc sur case noire b2 · Pion blanc sur case blanche c2 · Tour blanche sur case blanche e2 · Cavalier blanc sur case noire a1 · Roi noir sur case blanche h1 | Cavalier noir sur case blanche a8 · Tour noire sur case blanche c8 · Fou noir sur case noire d8 · Pion noir sur case blanche b7 · Pion noir sur case blanche f7 · Pion noir sur case blanche h7 · Pion noir sur case noire b6 · Tour blanche sur case blanche b5 · Roi blanc sur case blanche h5 · Pion noir sur case noire a3 · Pion noir sur case noire e3 · Pion blanc sur case noire g3 · Cavalier blanc sur case blanche h3 · Pion blanc sur case noire b2 · Pion blanc sur case blanche c2 · Tour blanche sur case blanche e2 · Cavalier blanc sur case noire a1 · Roi noir sur case blanche h1 | Cavalier noir sur case blanche a8 · Tour noire sur case blanche c8 · Fou noir sur case noire d8 · Pion noir sur case blanche b7 · Pion noir sur case blanche f7 · Pion noir sur case blanche h7 · Pion noir sur case noire b6 · Tour blanche sur case blanche b5 · Roi blanc sur case blanche h5 · Pion noir sur case noire a3 · Pion noir sur case noire e3 · Pion blanc sur case noire g3 · Cavalier blanc sur case blanche h3 · Pion blanc sur case noire b2 · Pion blanc sur case blanche c2 · Tour blanche sur case blanche e2 · Cavalier blanc sur case noire a1 · Roi noir sur case blanche h1 | Cavalier noir sur case blanche a8 · Tour noire sur case blanche c8 · Fou noir sur case noire d8 · Pion noir sur case blanche b7 · Pion noir sur case blanche f7 · Pion noir sur case blanche h7 · Pion noir sur case noire b6 · Tour blanche sur case blanche b5 · Roi blanc sur case blanche h5 · Pion noir sur case noire a3 · Pion noir sur case noire e3 · Pion blanc sur case noire g3 · Cavalier blanc sur case blanche h3 · Pion blanc sur case noire b2 · Pion blanc sur case blanche c2 · Tour blanche sur case blanche e2 · Cavalier blanc sur case noire a1 · Roi noir sur case blanche h1 | 8 |
| 7 | Cavalier noir sur case blanche a8 · Tour noire sur case blanche c8 · Fou noir sur case noire d8 · Pion noir sur case blanche b7 · Pion noir sur case blanche f7 · Pion noir sur case blanche h7 · Pion noir sur case noire b6 · Tour blanche sur case blanche b5 · Roi blanc sur case blanche h5 · Pion noir sur case noire a3 · Pion noir sur case noire e3 · Pion blanc sur case noire g3 · Cavalier blanc sur case blanche h3 · Pion blanc sur case noire b2 · Pion blanc sur case blanche c2 · Tour blanche sur case blanche e2 · Cavalier blanc sur case noire a1 · Roi noir sur case blanche h1 | Cavalier noir sur case blanche a8 · Tour noire sur case blanche c8 · Fou noir sur case noire d8 · Pion noir sur case blanche b7 · Pion noir sur case blanche f7 · Pion noir sur case blanche h7 · Pion noir sur case noire b6 · Tour blanche sur case blanche b5 · Roi blanc sur case blanche h5 · Pion noir sur case noire a3 · Pion noir sur case noire e3 · Pion blanc sur case noire g3 · Cavalier blanc sur case blanche h3 · Pion blanc sur case noire b2 · Pion blanc sur case blanche c2 · Tour blanche sur case blanche e2 · Cavalier blanc sur case noire a1 · Roi noir sur case blanche h1 | Cavalier noir sur case blanche a8 · Tour noire sur case blanche c8 · Fou noir sur case noire d8 · Pion noir sur case blanche b7 · Pion noir sur case blanche f7 · Pion noir sur case blanche h7 · Pion noir sur case noire b6 · Tour blanche sur case blanche b5 · Roi blanc sur case blanche h5 · Pion noir sur case noire a3 · Pion noir sur case noire e3 · Pion blanc sur case noire g3 · Cavalier blanc sur case blanche h3 · Pion blanc sur case noire b2 · Pion blanc sur case blanche c2 · Tour blanche sur case blanche e2 · Cavalier blanc sur case noire a1 · Roi noir sur case blanche h1 | Cavalier noir sur case blanche a8 · Tour noire sur case blanche c8 · Fou noir sur case noire d8 · Pion noir sur case blanche b7 · Pion noir sur case blanche f7 · Pion noir sur case blanche h7 · Pion noir sur case noire b6 · Tour blanche sur case blanche b5 · Roi blanc sur case blanche h5 · Pion noir sur case noire a3 · Pion noir sur case noire e3 · Pion blanc sur case noire g3 · Cavalier blanc sur case blanche h3 · Pion blanc sur case noire b2 · Pion blanc sur case blanche c2 · Tour blanche sur case blanche e2 · Cavalier blanc sur case noire a1 · Roi noir sur case blanche h1 | Cavalier noir sur case blanche a8 · Tour noire sur case blanche c8 · Fou noir sur case noire d8 · Pion noir sur case blanche b7 · Pion noir sur case blanche f7 · Pion noir sur case blanche h7 · Pion noir sur case noire b6 · Tour blanche sur case blanche b5 · Roi blanc sur case blanche h5 · Pion noir sur case noire a3 · Pion noir sur case noire e3 · Pion blanc sur case noire g3 · Cavalier blanc sur case blanche h3 · Pion blanc sur case noire b2 · Pion blanc sur case blanche c2 · Tour blanche sur case blanche e2 · Cavalier blanc sur case noire a1 · Roi noir sur case blanche h1 | Cavalier noir sur case blanche a8 · Tour noire sur case blanche c8 · Fou noir sur case noire d8 · Pion noir sur case blanche b7 · Pion noir sur case blanche f7 · Pion noir sur case blanche h7 · Pion noir sur case noire b6 · Tour blanche sur case blanche b5 · Roi blanc sur case blanche h5 · Pion noir sur case noire a3 · Pion noir sur case noire e3 · Pion blanc sur case noire g3 · Cavalier blanc sur case blanche h3 · Pion blanc sur case noire b2 · Pion blanc sur case blanche c2 · Tour blanche sur case blanche e2 · Cavalier blanc sur case noire a1 · Roi noir sur case blanche h1 | Cavalier noir sur case blanche a8 · Tour noire sur case blanche c8 · Fou noir sur case noire d8 · Pion noir sur case blanche b7 · Pion noir sur case blanche f7 · Pion noir sur case blanche h7 · Pion noir sur case noire b6 · Tour blanche sur case blanche b5 · Roi blanc sur case blanche h5 · Pion noir sur case noire a3 · Pion noir sur case noire e3 · Pion blanc sur case noire g3 · Cavalier blanc sur case blanche h3 · Pion blanc sur case noire b2 · Pion blanc sur case blanche c2 · Tour blanche sur case blanche e2 · Cavalier blanc sur case noire a1 · Roi noir sur case blanche h1 | Cavalier noir sur case blanche a8 · Tour noire sur case blanche c8 · Fou noir sur case noire d8 · Pion noir sur case blanche b7 · Pion noir sur case blanche f7 · Pion noir sur case blanche h7 · Pion noir sur case noire b6 · Tour blanche sur case blanche b5 · Roi blanc sur case blanche h5 · Pion noir sur case noire a3 · Pion noir sur case noire e3 · Pion blanc sur case noire g3 · Cavalier blanc sur case blanche h3 · Pion blanc sur case noire b2 · Pion blanc sur case blanche c2 · Tour blanche sur case blanche e2 · Cavalier blanc sur case noire a1 · Roi noir sur case blanche h1 | 7 |
| 6 | Cavalier noir sur case blanche a8 · Tour noire sur case blanche c8 · Fou noir sur case noire d8 · Pion noir sur case blanche b7 · Pion noir sur case blanche f7 · Pion noir sur case blanche h7 · Pion noir sur case noire b6 · Tour blanche sur case blanche b5 · Roi blanc sur case blanche h5 · Pion noir sur case noire a3 · Pion noir sur case noire e3 · Pion blanc sur case noire g3 · Cavalier blanc sur case blanche h3 · Pion blanc sur case noire b2 · Pion blanc sur case blanche c2 · Tour blanche sur case blanche e2 · Cavalier blanc sur case noire a1 · Roi noir sur case blanche h1 | Cavalier noir sur case blanche a8 · Tour noire sur case blanche c8 · Fou noir sur case noire d8 · Pion noir sur case blanche b7 · Pion noir sur case blanche f7 · Pion noir sur case blanche h7 · Pion noir sur case noire b6 · Tour blanche sur case blanche b5 · Roi blanc sur case blanche h5 · Pion noir sur case noire a3 · Pion noir sur case noire e3 · Pion blanc sur case noire g3 · Cavalier blanc sur case blanche h3 · Pion blanc sur case noire b2 · Pion blanc sur case blanche c2 · Tour blanche sur case blanche e2 · Cavalier blanc sur case noire a1 · Roi noir sur case blanche h1 | Cavalier noir sur case blanche a8 · Tour noire sur case blanche c8 · Fou noir sur case noire d8 · Pion noir sur case blanche b7 · Pion noir sur case blanche f7 · Pion noir sur case blanche h7 · Pion noir sur case noire b6 · Tour blanche sur case blanche b5 · Roi blanc sur case blanche h5 · Pion noir sur case noire a3 · Pion noir sur case noire e3 · Pion blanc sur case noire g3 · Cavalier blanc sur case blanche h3 · Pion blanc sur case noire b2 · Pion blanc sur case blanche c2 · Tour blanche sur case blanche e2 · Cavalier blanc sur case noire a1 · Roi noir sur case blanche h1 | Cavalier noir sur case blanche a8 · Tour noire sur case blanche c8 · Fou noir sur case noire d8 · Pion noir sur case blanche b7 · Pion noir sur case blanche f7 · Pion noir sur case blanche h7 · Pion noir sur case noire b6 · Tour blanche sur case blanche b5 · Roi blanc sur case blanche h5 · Pion noir sur case noire a3 · Pion noir sur case noire e3 · Pion blanc sur case noire g3 · Cavalier blanc sur case blanche h3 · Pion blanc sur case noire b2 · Pion blanc sur case blanche c2 · Tour blanche sur case blanche e2 · Cavalier blanc sur case noire a1 · Roi noir sur case blanche h1 | Cavalier noir sur case blanche a8 · Tour noire sur case blanche c8 · Fou noir sur case noire d8 · Pion noir sur case blanche b7 · Pion noir sur case blanche f7 · Pion noir sur case blanche h7 · Pion noir sur case noire b6 · Tour blanche sur case blanche b5 · Roi blanc sur case blanche h5 · Pion noir sur case noire a3 · Pion noir sur case noire e3 · Pion blanc sur case noire g3 · Cavalier blanc sur case blanche h3 · Pion blanc sur case noire b2 · Pion blanc sur case blanche c2 · Tour blanche sur case blanche e2 · Cavalier blanc sur case noire a1 · Roi noir sur case blanche h1 | Cavalier noir sur case blanche a8 · Tour noire sur case blanche c8 · Fou noir sur case noire d8 · Pion noir sur case blanche b7 · Pion noir sur case blanche f7 · Pion noir sur case blanche h7 · Pion noir sur case noire b6 · Tour blanche sur case blanche b5 · Roi blanc sur case blanche h5 · Pion noir sur case noire a3 · Pion noir sur case noire e3 · Pion blanc sur case noire g3 · Cavalier blanc sur case blanche h3 · Pion blanc sur case noire b2 · Pion blanc sur case blanche c2 · Tour blanche sur case blanche e2 · Cavalier blanc sur case noire a1 · Roi noir sur case blanche h1 | Cavalier noir sur case blanche a8 · Tour noire sur case blanche c8 · Fou noir sur case noire d8 · Pion noir sur case blanche b7 · Pion noir sur case blanche f7 · Pion noir sur case blanche h7 · Pion noir sur case noire b6 · Tour blanche sur case blanche b5 · Roi blanc sur case blanche h5 · Pion noir sur case noire a3 · Pion noir sur case noire e3 · Pion blanc sur case noire g3 · Cavalier blanc sur case blanche h3 · Pion blanc sur case noire b2 · Pion blanc sur case blanche c2 · Tour blanche sur case blanche e2 · Cavalier blanc sur case noire a1 · Roi noir sur case blanche h1 | Cavalier noir sur case blanche a8 · Tour noire sur case blanche c8 · Fou noir sur case noire d8 · Pion noir sur case blanche b7 · Pion noir sur case blanche f7 · Pion noir sur case blanche h7 · Pion noir sur case noire b6 · Tour blanche sur case blanche b5 · Roi blanc sur case blanche h5 · Pion noir sur case noire a3 · Pion noir sur case noire e3 · Pion blanc sur case noire g3 · Cavalier blanc sur case blanche h3 · Pion blanc sur case noire b2 · Pion blanc sur case blanche c2 · Tour blanche sur case blanche e2 · Cavalier blanc sur case noire a1 · Roi noir sur case blanche h1 | 6 |
| 5 | Cavalier noir sur case blanche a8 · Tour noire sur case blanche c8 · Fou noir sur case noire d8 · Pion noir sur case blanche b7 · Pion noir sur case blanche f7 · Pion noir sur case blanche h7 · Pion noir sur case noire b6 · Tour blanche sur case blanche b5 · Roi blanc sur case blanche h5 · Pion noir sur case noire a3 · Pion noir sur case noire e3 · Pion blanc sur case noire g3 · Cavalier blanc sur case blanche h3 · Pion blanc sur case noire b2 · Pion blanc sur case blanche c2 · Tour blanche sur case blanche e2 · Cavalier blanc sur case noire a1 · Roi noir sur case blanche h1 | Cavalier noir sur case blanche a8 · Tour noire sur case blanche c8 · Fou noir sur case noire d8 · Pion noir sur case blanche b7 · Pion noir sur case blanche f7 · Pion noir sur case blanche h7 · Pion noir sur case noire b6 · Tour blanche sur case blanche b5 · Roi blanc sur case blanche h5 · Pion noir sur case noire a3 · Pion noir sur case noire e3 · Pion blanc sur case noire g3 · Cavalier blanc sur case blanche h3 · Pion blanc sur case noire b2 · Pion blanc sur case blanche c2 · Tour blanche sur case blanche e2 · Cavalier blanc sur case noire a1 · Roi noir sur case blanche h1 | Cavalier noir sur case blanche a8 · Tour noire sur case blanche c8 · Fou noir sur case noire d8 · Pion noir sur case blanche b7 · Pion noir sur case blanche f7 · Pion noir sur case blanche h7 · Pion noir sur case noire b6 · Tour blanche sur case blanche b5 · Roi blanc sur case blanche h5 · Pion noir sur case noire a3 · Pion noir sur case noire e3 · Pion blanc sur case noire g3 · Cavalier blanc sur case blanche h3 · Pion blanc sur case noire b2 · Pion blanc sur case blanche c2 · Tour blanche sur case blanche e2 · Cavalier blanc sur case noire a1 · Roi noir sur case blanche h1 | Cavalier noir sur case blanche a8 · Tour noire sur case blanche c8 · Fou noir sur case noire d8 · Pion noir sur case blanche b7 · Pion noir sur case blanche f7 · Pion noir sur case blanche h7 · Pion noir sur case noire b6 · Tour blanche sur case blanche b5 · Roi blanc sur case blanche h5 · Pion noir sur case noire a3 · Pion noir sur case noire e3 · Pion blanc sur case noire g3 · Cavalier blanc sur case blanche h3 · Pion blanc sur case noire b2 · Pion blanc sur case blanche c2 · Tour blanche sur case blanche e2 · Cavalier blanc sur case noire a1 · Roi noir sur case blanche h1 | Cavalier noir sur case blanche a8 · Tour noire sur case blanche c8 · Fou noir sur case noire d8 · Pion noir sur case blanche b7 · Pion noir sur case blanche f7 · Pion noir sur case blanche h7 · Pion noir sur case noire b6 · Tour blanche sur case blanche b5 · Roi blanc sur case blanche h5 · Pion noir sur case noire a3 · Pion noir sur case noire e3 · Pion blanc sur case noire g3 · Cavalier blanc sur case blanche h3 · Pion blanc sur case noire b2 · Pion blanc sur case blanche c2 · Tour blanche sur case blanche e2 · Cavalier blanc sur case noire a1 · Roi noir sur case blanche h1 | Cavalier noir sur case blanche a8 · Tour noire sur case blanche c8 · Fou noir sur case noire d8 · Pion noir sur case blanche b7 · Pion noir sur case blanche f7 · Pion noir sur case blanche h7 · Pion noir sur case noire b6 · Tour blanche sur case blanche b5 · Roi blanc sur case blanche h5 · Pion noir sur case noire a3 · Pion noir sur case noire e3 · Pion blanc sur case noire g3 · Cavalier blanc sur case blanche h3 · Pion blanc sur case noire b2 · Pion blanc sur case blanche c2 · Tour blanche sur case blanche e2 · Cavalier blanc sur case noire a1 · Roi noir sur case blanche h1 | Cavalier noir sur case blanche a8 · Tour noire sur case blanche c8 · Fou noir sur case noire d8 · Pion noir sur case blanche b7 · Pion noir sur case blanche f7 · Pion noir sur case blanche h7 · Pion noir sur case noire b6 · Tour blanche sur case blanche b5 · Roi blanc sur case blanche h5 · Pion noir sur case noire a3 · Pion noir sur case noire e3 · Pion blanc sur case noire g3 · Cavalier blanc sur case blanche h3 · Pion blanc sur case noire b2 · Pion blanc sur case blanche c2 · Tour blanche sur case blanche e2 · Cavalier blanc sur case noire a1 · Roi noir sur case blanche h1 | Cavalier noir sur case blanche a8 · Tour noire sur case blanche c8 · Fou noir sur case noire d8 · Pion noir sur case blanche b7 · Pion noir sur case blanche f7 · Pion noir sur case blanche h7 · Pion noir sur case noire b6 · Tour blanche sur case blanche b5 · Roi blanc sur case blanche h5 · Pion noir sur case noire a3 · Pion noir sur case noire e3 · Pion blanc sur case noire g3 · Cavalier blanc sur case blanche h3 · Pion blanc sur case noire b2 · Pion blanc sur case blanche c2 · Tour blanche sur case blanche e2 · Cavalier blanc sur case noire a1 · Roi noir sur case blanche h1 | 5 |
| 4 | Cavalier noir sur case blanche a8 · Tour noire sur case blanche c8 · Fou noir sur case noire d8 · Pion noir sur case blanche b7 · Pion noir sur case blanche f7 · Pion noir sur case blanche h7 · Pion noir sur case noire b6 · Tour blanche sur case blanche b5 · Roi blanc sur case blanche h5 · Pion noir sur case noire a3 · Pion noir sur case noire e3 · Pion blanc sur case noire g3 · Cavalier blanc sur case blanche h3 · Pion blanc sur case noire b2 · Pion blanc sur case blanche c2 · Tour blanche sur case blanche e2 · Cavalier blanc sur case noire a1 · Roi noir sur case blanche h1 | Cavalier noir sur case blanche a8 · Tour noire sur case blanche c8 · Fou noir sur case noire d8 · Pion noir sur case blanche b7 · Pion noir sur case blanche f7 · Pion noir sur case blanche h7 · Pion noir sur case noire b6 · Tour blanche sur case blanche b5 · Roi blanc sur case blanche h5 · Pion noir sur case noire a3 · Pion noir sur case noire e3 · Pion blanc sur case noire g3 · Cavalier blanc sur case blanche h3 · Pion blanc sur case noire b2 · Pion blanc sur case blanche c2 · Tour blanche sur case blanche e2 · Cavalier blanc sur case noire a1 · Roi noir sur case blanche h1 | Cavalier noir sur case blanche a8 · Tour noire sur case blanche c8 · Fou noir sur case noire d8 · Pion noir sur case blanche b7 · Pion noir sur case blanche f7 · Pion noir sur case blanche h7 · Pion noir sur case noire b6 · Tour blanche sur case blanche b5 · Roi blanc sur case blanche h5 · Pion noir sur case noire a3 · Pion noir sur case noire e3 · Pion blanc sur case noire g3 · Cavalier blanc sur case blanche h3 · Pion blanc sur case noire b2 · Pion blanc sur case blanche c2 · Tour blanche sur case blanche e2 · Cavalier blanc sur case noire a1 · Roi noir sur case blanche h1 | Cavalier noir sur case blanche a8 · Tour noire sur case blanche c8 · Fou noir sur case noire d8 · Pion noir sur case blanche b7 · Pion noir sur case blanche f7 · Pion noir sur case blanche h7 · Pion noir sur case noire b6 · Tour blanche sur case blanche b5 · Roi blanc sur case blanche h5 · Pion noir sur case noire a3 · Pion noir sur case noire e3 · Pion blanc sur case noire g3 · Cavalier blanc sur case blanche h3 · Pion blanc sur case noire b2 · Pion blanc sur case blanche c2 · Tour blanche sur case blanche e2 · Cavalier blanc sur case noire a1 · Roi noir sur case blanche h1 | Cavalier noir sur case blanche a8 · Tour noire sur case blanche c8 · Fou noir sur case noire d8 · Pion noir sur case blanche b7 · Pion noir sur case blanche f7 · Pion noir sur case blanche h7 · Pion noir sur case noire b6 · Tour blanche sur case blanche b5 · Roi blanc sur case blanche h5 · Pion noir sur case noire a3 · Pion noir sur case noire e3 · Pion blanc sur case noire g3 · Cavalier blanc sur case blanche h3 · Pion blanc sur case noire b2 · Pion blanc sur case blanche c2 · Tour blanche sur case blanche e2 · Cavalier blanc sur case noire a1 · Roi noir sur case blanche h1 | Cavalier noir sur case blanche a8 · Tour noire sur case blanche c8 · Fou noir sur case noire d8 · Pion noir sur case blanche b7 · Pion noir sur case blanche f7 · Pion noir sur case blanche h7 · Pion noir sur case noire b6 · Tour blanche sur case blanche b5 · Roi blanc sur case blanche h5 · Pion noir sur case noire a3 · Pion noir sur case noire e3 · Pion blanc sur case noire g3 · Cavalier blanc sur case blanche h3 · Pion blanc sur case noire b2 · Pion blanc sur case blanche c2 · Tour blanche sur case blanche e2 · Cavalier blanc sur case noire a1 · Roi noir sur case blanche h1 | Cavalier noir sur case blanche a8 · Tour noire sur case blanche c8 · Fou noir sur case noire d8 · Pion noir sur case blanche b7 · Pion noir sur case blanche f7 · Pion noir sur case blanche h7 · Pion noir sur case noire b6 · Tour blanche sur case blanche b5 · Roi blanc sur case blanche h5 · Pion noir sur case noire a3 · Pion noir sur case noire e3 · Pion blanc sur case noire g3 · Cavalier blanc sur case blanche h3 · Pion blanc sur case noire b2 · Pion blanc sur case blanche c2 · Tour blanche sur case blanche e2 · Cavalier blanc sur case noire a1 · Roi noir sur case blanche h1 | Cavalier noir sur case blanche a8 · Tour noire sur case blanche c8 · Fou noir sur case noire d8 · Pion noir sur case blanche b7 · Pion noir sur case blanche f7 · Pion noir sur case blanche h7 · Pion noir sur case noire b6 · Tour blanche sur case blanche b5 · Roi blanc sur case blanche h5 · Pion noir sur case noire a3 · Pion noir sur case noire e3 · Pion blanc sur case noire g3 · Cavalier blanc sur case blanche h3 · Pion blanc sur case noire b2 · Pion blanc sur case blanche c2 · Tour blanche sur case blanche e2 · Cavalier blanc sur case noire a1 · Roi noir sur case blanche h1 | 4 |
| 3 | Cavalier noir sur case blanche a8 · Tour noire sur case blanche c8 · Fou noir sur case noire d8 · Pion noir sur case blanche b7 · Pion noir sur case blanche f7 · Pion noir sur case blanche h7 · Pion noir sur case noire b6 · Tour blanche sur case blanche b5 · Roi blanc sur case blanche h5 · Pion noir sur case noire a3 · Pion noir sur case noire e3 · Pion blanc sur case noire g3 · Cavalier blanc sur case blanche h3 · Pion blanc sur case noire b2 · Pion blanc sur case blanche c2 · Tour blanche sur case blanche e2 · Cavalier blanc sur case noire a1 · Roi noir sur case blanche h1 | Cavalier noir sur case blanche a8 · Tour noire sur case blanche c8 · Fou noir sur case noire d8 · Pion noir sur case blanche b7 · Pion noir sur case blanche f7 · Pion noir sur case blanche h7 · Pion noir sur case noire b6 · Tour blanche sur case blanche b5 · Roi blanc sur case blanche h5 · Pion noir sur case noire a3 · Pion noir sur case noire e3 · Pion blanc sur case noire g3 · Cavalier blanc sur case blanche h3 · Pion blanc sur case noire b2 · Pion blanc sur case blanche c2 · Tour blanche sur case blanche e2 · Cavalier blanc sur case noire a1 · Roi noir sur case blanche h1 | Cavalier noir sur case blanche a8 · Tour noire sur case blanche c8 · Fou noir sur case noire d8 · Pion noir sur case blanche b7 · Pion noir sur case blanche f7 · Pion noir sur case blanche h7 · Pion noir sur case noire b6 · Tour blanche sur case blanche b5 · Roi blanc sur case blanche h5 · Pion noir sur case noire a3 · Pion noir sur case noire e3 · Pion blanc sur case noire g3 · Cavalier blanc sur case blanche h3 · Pion blanc sur case noire b2 · Pion blanc sur case blanche c2 · Tour blanche sur case blanche e2 · Cavalier blanc sur case noire a1 · Roi noir sur case blanche h1 | Cavalier noir sur case blanche a8 · Tour noire sur case blanche c8 · Fou noir sur case noire d8 · Pion noir sur case blanche b7 · Pion noir sur case blanche f7 · Pion noir sur case blanche h7 · Pion noir sur case noire b6 · Tour blanche sur case blanche b5 · Roi blanc sur case blanche h5 · Pion noir sur case noire a3 · Pion noir sur case noire e3 · Pion blanc sur case noire g3 · Cavalier blanc sur case blanche h3 · Pion blanc sur case noire b2 · Pion blanc sur case blanche c2 · Tour blanche sur case blanche e2 · Cavalier blanc sur case noire a1 · Roi noir sur case blanche h1 | Cavalier noir sur case blanche a8 · Tour noire sur case blanche c8 · Fou noir sur case noire d8 · Pion noir sur case blanche b7 · Pion noir sur case blanche f7 · Pion noir sur case blanche h7 · Pion noir sur case noire b6 · Tour blanche sur case blanche b5 · Roi blanc sur case blanche h5 · Pion noir sur case noire a3 · Pion noir sur case noire e3 · Pion blanc sur case noire g3 · Cavalier blanc sur case blanche h3 · Pion blanc sur case noire b2 · Pion blanc sur case blanche c2 · Tour blanche sur case blanche e2 · Cavalier blanc sur case noire a1 · Roi noir sur case blanche h1 | Cavalier noir sur case blanche a8 · Tour noire sur case blanche c8 · Fou noir sur case noire d8 · Pion noir sur case blanche b7 · Pion noir sur case blanche f7 · Pion noir sur case blanche h7 · Pion noir sur case noire b6 · Tour blanche sur case blanche b5 · Roi blanc sur case blanche h5 · Pion noir sur case noire a3 · Pion noir sur case noire e3 · Pion blanc sur case noire g3 · Cavalier blanc sur case blanche h3 · Pion blanc sur case noire b2 · Pion blanc sur case blanche c2 · Tour blanche sur case blanche e2 · Cavalier blanc sur case noire a1 · Roi noir sur case blanche h1 | Cavalier noir sur case blanche a8 · Tour noire sur case blanche c8 · Fou noir sur case noire d8 · Pion noir sur case blanche b7 · Pion noir sur case blanche f7 · Pion noir sur case blanche h7 · Pion noir sur case noire b6 · Tour blanche sur case blanche b5 · Roi blanc sur case blanche h5 · Pion noir sur case noire a3 · Pion noir sur case noire e3 · Pion blanc sur case noire g3 · Cavalier blanc sur case blanche h3 · Pion blanc sur case noire b2 · Pion blanc sur case blanche c2 · Tour blanche sur case blanche e2 · Cavalier blanc sur case noire a1 · Roi noir sur case blanche h1 | Cavalier noir sur case blanche a8 · Tour noire sur case blanche c8 · Fou noir sur case noire d8 · Pion noir sur case blanche b7 · Pion noir sur case blanche f7 · Pion noir sur case blanche h7 · Pion noir sur case noire b6 · Tour blanche sur case blanche b5 · Roi blanc sur case blanche h5 · Pion noir sur case noire a3 · Pion noir sur case noire e3 · Pion blanc sur case noire g3 · Cavalier blanc sur case blanche h3 · Pion blanc sur case noire b2 · Pion blanc sur case blanche c2 · Tour blanche sur case blanche e2 · Cavalier blanc sur case noire a1 · Roi noir sur case blanche h1 | 3 |
| 2 | Cavalier noir sur case blanche a8 · Tour noire sur case blanche c8 · Fou noir sur case noire d8 · Pion noir sur case blanche b7 · Pion noir sur case blanche f7 · Pion noir sur case blanche h7 · Pion noir sur case noire b6 · Tour blanche sur case blanche b5 · Roi blanc sur case blanche h5 · Pion noir sur case noire a3 · Pion noir sur case noire e3 · Pion blanc sur case noire g3 · Cavalier blanc sur case blanche h3 · Pion blanc sur case noire b2 · Pion blanc sur case blanche c2 · Tour blanche sur case blanche e2 · Cavalier blanc sur case noire a1 · Roi noir sur case blanche h1 | Cavalier noir sur case blanche a8 · Tour noire sur case blanche c8 · Fou noir sur case noire d8 · Pion noir sur case blanche b7 · Pion noir sur case blanche f7 · Pion noir sur case blanche h7 · Pion noir sur case noire b6 · Tour blanche sur case blanche b5 · Roi blanc sur case blanche h5 · Pion noir sur case noire a3 · Pion noir sur case noire e3 · Pion blanc sur case noire g3 · Cavalier blanc sur case blanche h3 · Pion blanc sur case noire b2 · Pion blanc sur case blanche c2 · Tour blanche sur case blanche e2 · Cavalier blanc sur case noire a1 · Roi noir sur case blanche h1 | Cavalier noir sur case blanche a8 · Tour noire sur case blanche c8 · Fou noir sur case noire d8 · Pion noir sur case blanche b7 · Pion noir sur case blanche f7 · Pion noir sur case blanche h7 · Pion noir sur case noire b6 · Tour blanche sur case blanche b5 · Roi blanc sur case blanche h5 · Pion noir sur case noire a3 · Pion noir sur case noire e3 · Pion blanc sur case noire g3 · Cavalier blanc sur case blanche h3 · Pion blanc sur case noire b2 · Pion blanc sur case blanche c2 · Tour blanche sur case blanche e2 · Cavalier blanc sur case noire a1 · Roi noir sur case blanche h1 | Cavalier noir sur case blanche a8 · Tour noire sur case blanche c8 · Fou noir sur case noire d8 · Pion noir sur case blanche b7 · Pion noir sur case blanche f7 · Pion noir sur case blanche h7 · Pion noir sur case noire b6 · Tour blanche sur case blanche b5 · Roi blanc sur case blanche h5 · Pion noir sur case noire a3 · Pion noir sur case noire e3 · Pion blanc sur case noire g3 · Cavalier blanc sur case blanche h3 · Pion blanc sur case noire b2 · Pion blanc sur case blanche c2 · Tour blanche sur case blanche e2 · Cavalier blanc sur case noire a1 · Roi noir sur case blanche h1 | Cavalier noir sur case blanche a8 · Tour noire sur case blanche c8 · Fou noir sur case noire d8 · Pion noir sur case blanche b7 · Pion noir sur case blanche f7 · Pion noir sur case blanche h7 · Pion noir sur case noire b6 · Tour blanche sur case blanche b5 · Roi blanc sur case blanche h5 · Pion noir sur case noire a3 · Pion noir sur case noire e3 · Pion blanc sur case noire g3 · Cavalier blanc sur case blanche h3 · Pion blanc sur case noire b2 · Pion blanc sur case blanche c2 · Tour blanche sur case blanche e2 · Cavalier blanc sur case noire a1 · Roi noir sur case blanche h1 | Cavalier noir sur case blanche a8 · Tour noire sur case blanche c8 · Fou noir sur case noire d8 · Pion noir sur case blanche b7 · Pion noir sur case blanche f7 · Pion noir sur case blanche h7 · Pion noir sur case noire b6 · Tour blanche sur case blanche b5 · Roi blanc sur case blanche h5 · Pion noir sur case noire a3 · Pion noir sur case noire e3 · Pion blanc sur case noire g3 · Cavalier blanc sur case blanche h3 · Pion blanc sur case noire b2 · Pion blanc sur case blanche c2 · Tour blanche sur case blanche e2 · Cavalier blanc sur case noire a1 · Roi noir sur case blanche h1 | Cavalier noir sur case blanche a8 · Tour noire sur case blanche c8 · Fou noir sur case noire d8 · Pion noir sur case blanche b7 · Pion noir sur case blanche f7 · Pion noir sur case blanche h7 · Pion noir sur case noire b6 · Tour blanche sur case blanche b5 · Roi blanc sur case blanche h5 · Pion noir sur case noire a3 · Pion noir sur case noire e3 · Pion blanc sur case noire g3 · Cavalier blanc sur case blanche h3 · Pion blanc sur case noire b2 · Pion blanc sur case blanche c2 · Tour blanche sur case blanche e2 · Cavalier blanc sur case noire a1 · Roi noir sur case blanche h1 | Cavalier noir sur case blanche a8 · Tour noire sur case blanche c8 · Fou noir sur case noire d8 · Pion noir sur case blanche b7 · Pion noir sur case blanche f7 · Pion noir sur case blanche h7 · Pion noir sur case noire b6 · Tour blanche sur case blanche b5 · Roi blanc sur case blanche h5 · Pion noir sur case noire a3 · Pion noir sur case noire e3 · Pion blanc sur case noire g3 · Cavalier blanc sur case blanche h3 · Pion blanc sur case noire b2 · Pion blanc sur case blanche c2 · Tour blanche sur case blanche e2 · Cavalier blanc sur case noire a1 · Roi noir sur case blanche h1 | 2 |
| 1 | Cavalier noir sur case blanche a8 · Tour noire sur case blanche c8 · Fou noir sur case noire d8 · Pion noir sur case blanche b7 · Pion noir sur case blanche f7 · Pion noir sur case blanche h7 · Pion noir sur case noire b6 · Tour blanche sur case blanche b5 · Roi blanc sur case blanche h5 · Pion noir sur case noire a3 · Pion noir sur case noire e3 · Pion blanc sur case noire g3 · Cavalier blanc sur case blanche h3 · Pion blanc sur case noire b2 · Pion blanc sur case blanche c2 · Tour blanche sur case blanche e2 · Cavalier blanc sur case noire a1 · Roi noir sur case blanche h1 | Cavalier noir sur case blanche a8 · Tour noire sur case blanche c8 · Fou noir sur case noire d8 · Pion noir sur case blanche b7 · Pion noir sur case blanche f7 · Pion noir sur case blanche h7 · Pion noir sur case noire b6 · Tour blanche sur case blanche b5 · Roi blanc sur case blanche h5 · Pion noir sur case noire a3 · Pion noir sur case noire e3 · Pion blanc sur case noire g3 · Cavalier blanc sur case blanche h3 · Pion blanc sur case noire b2 · Pion blanc sur case blanche c2 · Tour blanche sur case blanche e2 · Cavalier blanc sur case noire a1 · Roi noir sur case blanche h1 | Cavalier noir sur case blanche a8 · Tour noire sur case blanche c8 · Fou noir sur case noire d8 · Pion noir sur case blanche b7 · Pion noir sur case blanche f7 · Pion noir sur case blanche h7 · Pion noir sur case noire b6 · Tour blanche sur case blanche b5 · Roi blanc sur case blanche h5 · Pion noir sur case noire a3 · Pion noir sur case noire e3 · Pion blanc sur case noire g3 · Cavalier blanc sur case blanche h3 · Pion blanc sur case noire b2 · Pion blanc sur case blanche c2 · Tour blanche sur case blanche e2 · Cavalier blanc sur case noire a1 · Roi noir sur case blanche h1 | Cavalier noir sur case blanche a8 · Tour noire sur case blanche c8 · Fou noir sur case noire d8 · Pion noir sur case blanche b7 · Pion noir sur case blanche f7 · Pion noir sur case blanche h7 · Pion noir sur case noire b6 · Tour blanche sur case blanche b5 · Roi blanc sur case blanche h5 · Pion noir sur case noire a3 · Pion noir sur case noire e3 · Pion blanc sur case noire g3 · Cavalier blanc sur case blanche h3 · Pion blanc sur case noire b2 · Pion blanc sur case blanche c2 · Tour blanche sur case blanche e2 · Cavalier blanc sur case noire a1 · Roi noir sur case blanche h1 | Cavalier noir sur case blanche a8 · Tour noire sur case blanche c8 · Fou noir sur case noire d8 · Pion noir sur case blanche b7 · Pion noir sur case blanche f7 · Pion noir sur case blanche h7 · Pion noir sur case noire b6 · Tour blanche sur case blanche b5 · Roi blanc sur case blanche h5 · Pion noir sur case noire a3 · Pion noir sur case noire e3 · Pion blanc sur case noire g3 · Cavalier blanc sur case blanche h3 · Pion blanc sur case noire b2 · Pion blanc sur case blanche c2 · Tour blanche sur case blanche e2 · Cavalier blanc sur case noire a1 · Roi noir sur case blanche h1 | Cavalier noir sur case blanche a8 · Tour noire sur case blanche c8 · Fou noir sur case noire d8 · Pion noir sur case blanche b7 · Pion noir sur case blanche f7 · Pion noir sur case blanche h7 · Pion noir sur case noire b6 · Tour blanche sur case blanche b5 · Roi blanc sur case blanche h5 · Pion noir sur case noire a3 · Pion noir sur case noire e3 · Pion blanc sur case noire g3 · Cavalier blanc sur case blanche h3 · Pion blanc sur case noire b2 · Pion blanc sur case blanche c2 · Tour blanche sur case blanche e2 · Cavalier blanc sur case noire a1 · Roi noir sur case blanche h1 | Cavalier noir sur case blanche a8 · Tour noire sur case blanche c8 · Fou noir sur case noire d8 · Pion noir sur case blanche b7 · Pion noir sur case blanche f7 · Pion noir sur case blanche h7 · Pion noir sur case noire b6 · Tour blanche sur case blanche b5 · Roi blanc sur case blanche h5 · Pion noir sur case noire a3 · Pion noir sur case noire e3 · Pion blanc sur case noire g3 · Cavalier blanc sur case blanche h3 · Pion blanc sur case noire b2 · Pion blanc sur case blanche c2 · Tour blanche sur case blanche e2 · Cavalier blanc sur case noire a1 · Roi noir sur case blanche h1 | Cavalier noir sur case blanche a8 · Tour noire sur case blanche c8 · Fou noir sur case noire d8 · Pion noir sur case blanche b7 · Pion noir sur case blanche f7 · Pion noir sur case blanche h7 · Pion noir sur case noire b6 · Tour blanche sur case blanche b5 · Roi blanc sur case blanche h5 · Pion noir sur case noire a3 · Pion noir sur case noire e3 · Pion blanc sur case noire g3 · Cavalier blanc sur case blanche h3 · Pion blanc sur case noire b2 · Pion blanc sur case blanche c2 · Tour blanche sur case blanche e2 · Cavalier blanc sur case noire a1 · Roi noir sur case blanche h1 | 1 |
|   | a | b | c | d | e | f | g | h |   |

## Solution
1. b4!
Menace 2.Tf5 ad lib 3.Tf1# ou 2.Td5 ad lib 3.Td1# (avec prolongation possible des deux variantes par 2...Tc5 3.bxc5 ad lib 4.T mate). Blanc ne peut pas commencer par 1. Tf5 car Noir 1.... Tc5 entraînerait le clouage de la tour.
Noir peut répondre de plusieurs façons qui ne parent qu'à une seule des menaces présentes, une étant la défense secondaire et non-thématique :
1...Txc2 2.Cxc2! a2 3.Td5 (ou Tf5) a1D 4.Cxa1 ad lib 5.T mate.
1...Tc5+ 2.bxc5!
Menace 3.Tb1#.
2...a2 3.c6!
De nouveau la même menace qu'au premier coup, soit 4.Tf5 ad lib 5.Tf1# ou 4.Td5 ad lib 5.Td1#.
3...Fc7
À cause de la double menace de la tour ; les coups alternatifs 3.... Ff6 et 3.... Fg5 n'auraient défendu que contre une seule menace. Ce coup de fou défend Td5 : 4.Td5 Fxg3 5.Td1+ Fe1 6. Tdxe1# ce qui prolonge la partie au-delà de cinq coups et il en est de même contre 4.Tf5 Bf4.
4.cxb7 ad lib 5.bxa8=D/F#
Le mat est effectué avec le pion commençant en b2, qui était au départ le candidat le moins prévisible possible.